# Tegula pulligo
Tegula pulligo, common name the dusky tegula, là một loài ốc biển, kích thước trung bình with gills and an operculum, là động vật thân mềm chân bụng sống ở biển thuộc họ Turbinidae.
This is an Eastern Pacific Ocean species.

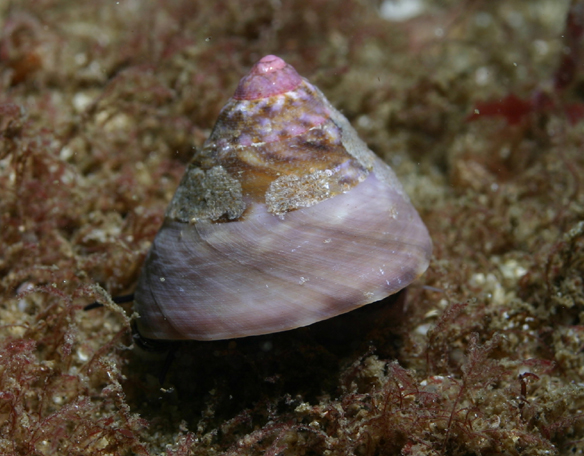
Tegula pulligo

## Hình ảnh

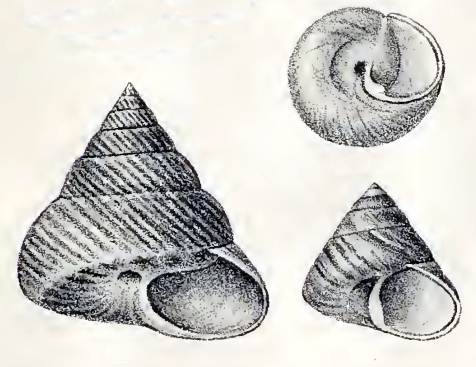